# Hallberg-Rassy 62

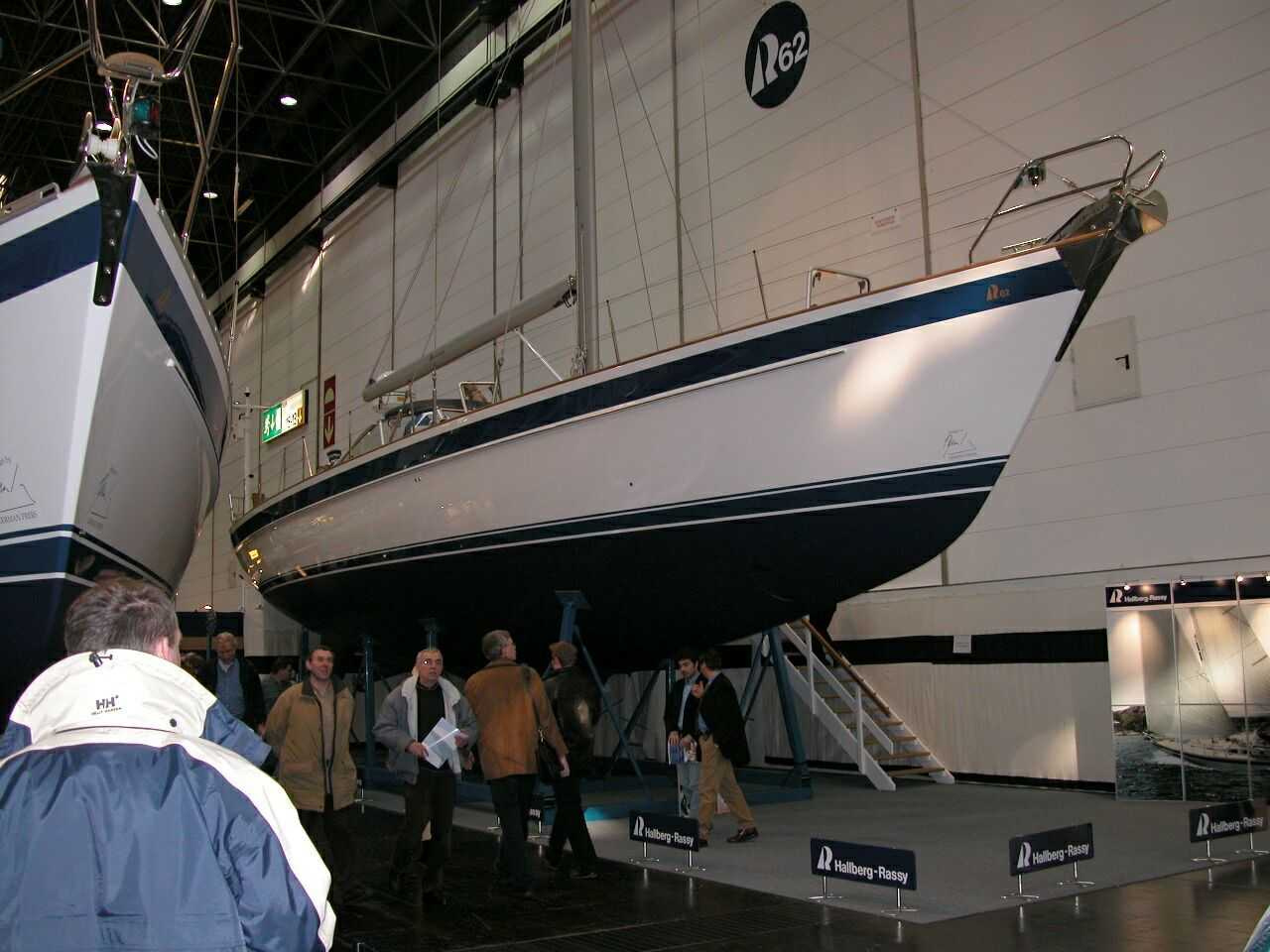
Hallberg-Rassy 62 von unten aus gesehen

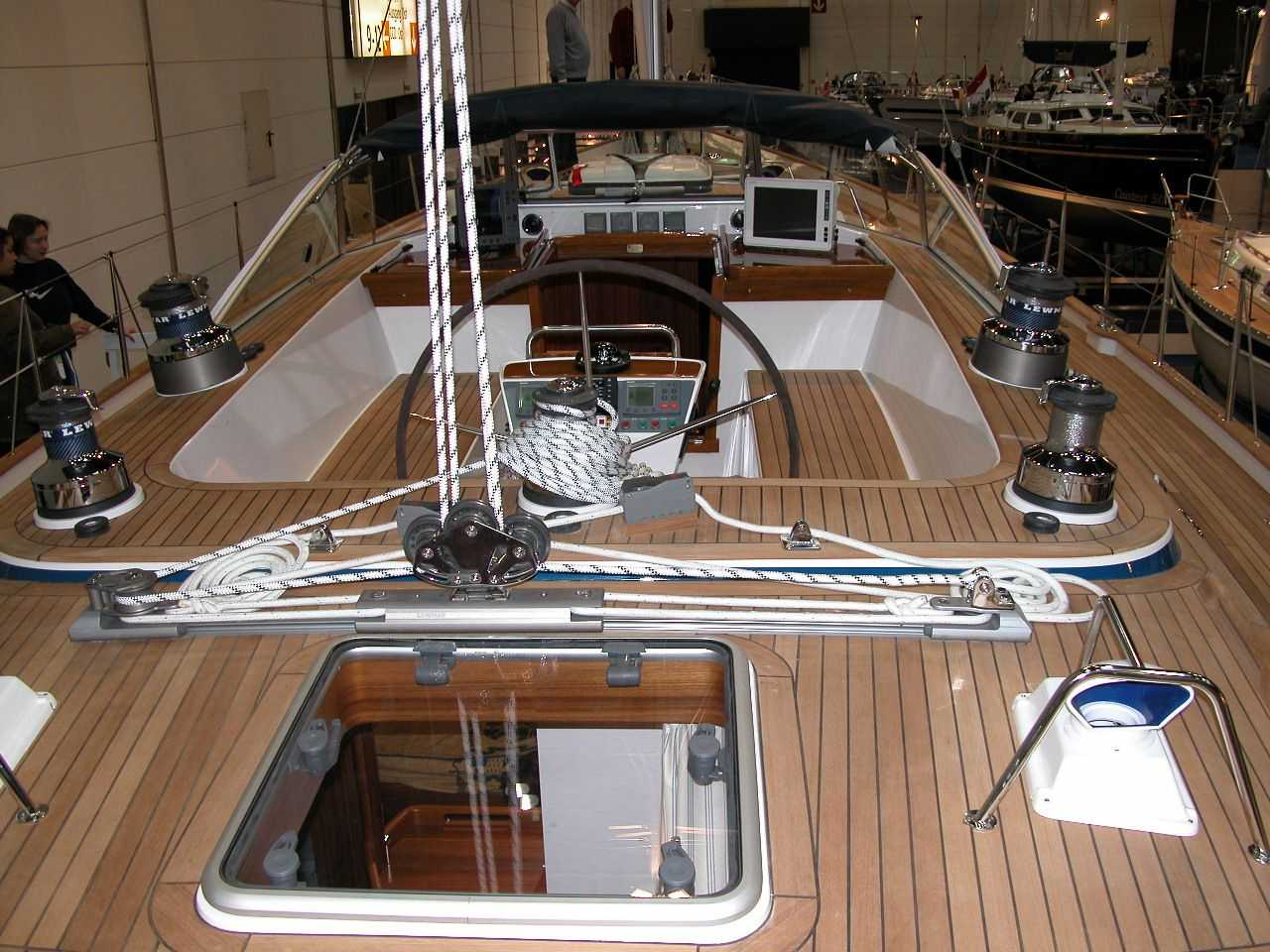
Cockpit der Hallberg-Rassy 62

Die Hallberg-Rassy  62 ist eine Hochsee-Segelyacht der schwedischen Bootswerft Hallberg-Rassy. Für den Entwurf ist German Frers verantwortlich. Sie wurde im Januar 1999 von 40.000 Lesern der Zeitschrift Yacht zur Yacht des Jahres gewählt, zudem zeichnete das US-amerikanische Magazin Cruising World die HR 62 als Import Boat of the Year 2006 (deutsch: Importiertes Boot des Jahres 2006) aus. Die Hallberg-Rassy 62 taucht in einer Szene der James-Bond-Verfilmung Ein Quantum Trost auf.

## Stimmen
„Als Junge habe ich oft in den Abendstunden am Ufer des Bodensees gesessen und aufs Wasser geschaut. Wenn ich dann die Augen etwas zugekniffen habe, dann sahen die weißen Bojen wie kleine Traumschiffe aus. Daß ich nun – etwa fünfzig Jahre später – auf meinem eigenen Traumschiff sitzen würde, konnte ich damals natürlich nicht ahnen.“

## Technische Daten
| Kenngröße                         | Hallberg-Rassy 62                                                                 |
| --------------------------------- | --------------------------------------------------------------------------------- |
| Länge                             | 18,88 m                                                                           |
| Wasserlinienlänge im Hafen        | 15,30 m                                                                           |
| Breite                            | 5,15 m                                                                            |
| Tiefgang                          | 2,50 m                                                                            |
| Masthöhe über Wasser, ohne Windex | 26,40 m                                                                           |
| Verdrängung (mit leeren Tanks)    | 33.000 kg                                                                         |
| Gewicht Bleikiel                  | 11.000 kg                                                                         |
| Segelfläche mit Rollgenua         | 217 m²                                                                            |
| Motor                             | Volvo Penta TAMD63, 237 PS, sechs Zylinder Perkins M225Ti, 225 PS, sechs Zylinder |
| Dieseltank                        | 1610 Liter                                                                        |
| Wassertank                        | 1560 Liter                                                                        |
| CE-Kategorie                      | A (unbegrenzte Ozeanfahrt)                                                        |